# كارين يوهلينبيك
كارين يوهلينبيك (بالإنجليزية: Karen K. Uhlenbeck)‏ هي عالمة أمريكية اختصت في مجال الرياضيات ولدت في عام 1942 في كليفلاند بولاية أوهايو في الولايات المتحدة، ولقد اشتهرت بعملها في حساب التغيرات، وحائزة على جائزة قلادة العلوم الوطنية الأمريكية.
حصلت كارين على جائزة أبيل لعام 2019، عن عملها في الرائد في المعادلات التفاضلية الجزئية الهندسية ونظرية القياس والأنظمة القابلة للتكامل، ولأثر عملها الأساسي على التحليل والهندسة والفيزياء الرياضية.

## وصلات خارجية
- كارين يوهلينبيك على موقع مونزينجر (الألمانية)
- كارين يوهلينبيك على موقع ميوزك برينز (الإنجليزية)

- الموقع الرسمي لجائزة قلادة العلوم الوطنية الأمريكية